# Niklas Andersen (Fußballspieler)
Niklas Andersen (* 4. August 1988 in Frankfurt am Main) ist ein ehemaliger deutscher Fußballspieler. Er stand bis Juni 2018 bei der SSVg Velbert unter Vertrag.

## Geburt und Kindheit
Andersen wurde 1988 als Sohn des norwegischen Fußballers Jørn Andersen und einer deutschen Mutter in Frankfurt am Main geboren; zum damaligen Zeitpunkt spielte Jørn Andersen beim deutschen Bundesligisten Eintracht Frankfurt. Durch die Wechsel seines Vaters wuchs Niklas auch in Düsseldorf, Hamburg, wieder in Frankfurt am Main, Dresden und in der Schweiz auf. Als sein Vater als Trainer 2003 zurück nach Deutschland ging und zu Rot-Weiß Oberhausen wechselte, folgte Niklas seinem Vater ins Ruhrgebiet, wo die Familie sesshaft wurde.

## Karriere

### Im Verein
Der Abwehrspieler spielte in den Jugendmannschaften des Hamburger SV, von Eintracht Frankfurt und des FC Schalke 04. Im Jahre 2005 fasste er in der A-Jugend von Rot-Weiss Essen Fuß. In der Saison 2007/08 schaffte er den Sprung in die erste Mannschaft und wurde 26-mal in der Regionalliga eingesetzt. Zwischen Dezember 2007 und Februar 2008 absolvierte er auch zwei Kurzeinsätze für die deutsche U-20-Nationalmannschaft.
Zur Saison 2008/09 wechselte er zum Bundesligisten Werder Bremen, bei dem er einen Vertrag bis zum 30. Juni 2012 unterschrieb. Dort gehörte er zur Stammbesetzung der Reserve von Werder, die in der dritten Liga spielte. Bis zum Saisonende 2010/11 kam er hier zu 63 Einsätzen, in denen er zwei Tore erzielte. Am 13. Mai 2009 kam Andersen zu seinem einzigen Bundesligaspiel, als er in der Partie bei Eintracht Frankfurt beim Stand von 5:0 in der 77. Minute für Frank Baumann eingewechselt wurde.
Nach der Saison 2010/11 trennte sich der SV Werder Bremen von Andersen. In der Winterpause 2011/12 wechselte er zum Drittligisten Chemnitzer FC, für den er in der Rückrunde 2011/12 zu drei Einsätzen kam.
Im September 2012 wechselte der mittlerweile in Gelsenkirchen studierende Andersen zum Oberligisten SG Wattenscheid 09. Seinen ersten Pflichtspieleinsatz hatte er am 19. September beim 5:0-Sieg im Bochumer Kreispokal gegen den Bezirksligisten TuS Hattingen. Im Mai 2013 verlängerte Andersen seinen Sommer auslaufenden Vertrag vorzeitig bis zum 30. Juni 2014. Am 5. Juni 2013 stieg er nach einem 1:1 gegen den Ligakonkurrenten TuS Dornberg mit der SG Wattenscheid 09 als Vizemeister der Oberliga in die Regionalliga West auf.
Im Juli 2014 wechselte er zum Oberligisten SSVg Velbert. Mit der Spielvereinigung stieg er am Ende der Saison 2014/15 als Meister in die Regionalliga West auf. Ein Jahr später folgte der direkte Wiederabstieg.
Zur Saison 2018/19 beendete er seine Karriere.

### Nationalmannschaft
Niklas Andersen absolvierte im Dezember 2007 und Februar 2008 zwei Länderspiele für die deutsche U-20-Nationalmannschaft.